# Грей Тауншип (округ Грін, Пенсільванія)
Грей Тауншип (англ. Gray Township) — селище (англ. township) в США, в окрузі Грін штату Пенсільванія. Населення — 182 особи (2020).

## Демографія
Згідно з переписом 2010 року, у селищі мешкало 219 осіб у 84 домогосподарствах у складі 64 родин. Було 98 помешкань
Расовий склад населення:
| - 97,7 % — білих |

До двох чи більше рас належало 1,4 %. Частка іспаномовних становила 2,3 % від усіх жителів.
За віковим діапазоном населення розподілялося таким чином: 26,5 % — особи молодші 18 років, 59,3 % — особи у віці 18—64 років, 14,2 % — особи у віці 65 років та старші. Медіана віку мешканця становила 39,3 року. На 100 осіб жіночої статі у селищі припадало 104,7 чоловіків;  на 100 жінок у віці від 18 років та старших — 91,7 чоловіків також старших 18 років.
Середній дохід на одне домашнє господарство  становив 61 075 доларів США (медіана — 42 500), а середній дохід на одну сім'ю — 63 663 долари (медіана — 42 250). За межею бідності перебувало 10,0 % осіб, у тому числі 12,8 % дітей у віці до 18 років та 5,7 % осіб у віці 65 років та старших.
Цивільне працевлаштоване населення становило 90 осіб. Основні галузі зайнятості: сільське господарство, лісництво, риболовля — 30,0 %, роздрібна торгівля — 21,1 %, виробництво — 11,1 %, будівництво — 8,9 %.